# Pony Island
Pony Island es un videojuego desarrollado y publicado por el desarrollador independiente canadiense Daniel Mullins. Como un juego de metaficción, el videojuego hace que el jugador interactúe con lo que parece ser un antiguo juego de arcade llamado «Pony Island». El jugador pronto descubre que el juego está corrompido por el propio Lucifer, quien está tratando de reclamar el alma del jugador para sí mismo. El jugador es ayudado por el alma de un jugador anterior a acceder a la programación interna de Pony Island para sortear las trampas dejadas por Lucifer y salvar no solo su alma, sino las muchas almas atormentadas que están atrapadas dentro del código del juego.

## Jugabilidad
Pony Island se presenta como un tosco juego de arcade. Es principalmente un juego de aventuras al estilo de apuntar y hacer clic, que con frecuencia hace referencia a otras metáforas de la interfaz de usuario, como un sistema operativo simulado. El jugador debe explorar la programación interna del juego de arcade «Pony Island» para poder progresar. A veces, el jugador debe jugar «Pony Island», un tipo de juego que consiste en correr sin fin con elementos de tiros, guiando a un poni a través de un valle cubierto de hierba, evitando obstáculos y disparando a los enemigos que pudieran atacarlo. Se puede acceder a la «programación» de «Pony Island», así como del sistema operativo, haciendo clic en los «portales» que aparecen en la pantalla, presentando al jugador un pseudocódigo simplificado junto con uno o más cuadros y comandos de instrucciones visuales, como «mover hacia abajo», «mover a la izquierda» o «repetir». En estas pantallas, el jugador deberá reordenar las instrucciones visuales para modificar cómo se ejecutará la «programación». Esto evitará cualquier «corrupción» en el código del juego o, en algunos casos, «engañará» al juego (por ejemplo, aumentando sus puntos de experiencia) para poder progresar. La persona con la que el jugador habla dentro del juego a través de mensajes crea portales a los archivos principales, con los que se puede interactuar. En una parte del juego, hay cuatro personas, incluido el jugador: «1U©iF#r» (el Diablo), «CORRUPTED», «h0peles$0ul», y tú, el «Guest» (invitado).

## Desarrollo
Antes de trabajar en Pony Island, Daniel Mullins se acababa de graduar de la universidad e intentó lanzar un juego, Catch Monsters, a través de Kickstarter durante noviembre de 2014, pero no pudo recaudar los fondos suficientes y, en cambio, encontró un trabajo de programación, aunque todavía quería desarrollar juegos.
Pony Island fue desarrollado principalmente durante el game jam Ludum Dare de 48 horas en diciembre de 2014, en el que el tema era «Juego completo en una pantalla». El juego ocupó un lugar destacado en las categorías Mood y Humor de Ludum Dare, y apareció en los 10 mejores juegos de Zoë Quinn de 2014. Inspirado por la recepción positiva, Mullins preparó el juego en su tiempo libre de su trabajo para su lanzamiento a través de Steam Greenlight, y posteriormente publicó el videojuego en enero de 2016.
Mullins quería crear un juego que desafiara las expectativas de los jugadores de las interfaces de juego estándar, «dándoles la vuelta». Mullins estaba intrigado con los juegos que son «oscuros y misteriosos», pero también quería crear algo que se sintiera como si no estuviera destinado a ser jugado. Parte de este último objetivo se logró minimizando la cantidad de instrucciones que proporcionaba el juego, particularmente una vez que el jugador comenzara a revelar el funcionamiento del código interno, pero construyó estos sistemas en interfaces familiares para que el jugador tuviera intuición sobre qué hacer. Por ejemplo, en las secciones de pseudocódigo del juego, descubrió que agregar iconografía para cerraduras y llaves para los comandos que los jugadores podían manipular les ayudaba a comprender cómo interactuar con el código sin instrucciones directas. Al mismo tiempo, Mullins escribió el lenguaje del pseudocódigo para hacer que los comandos de programación parecieran siniestros y que el jugador pareciera que estaba «jugando con un sistema que [uno] puede que no entienda completamente». Mullins también incorporó pantallas y mensajes de error falsos a través del software Steam que parecían provenir de los amigos del jugador, para aumentar la inquietud que quería que los jugadores sintieran mientras jugaban.
Mullins atribuyó parte del éxito del juego al popular streamer PewDiePie, quien al principio le preguntó a Mullins si podía publicar un Let's Play of Pony Island. Mullins creía que esto lo ayudó a que los jugadores votaran el juego para Steam Greenlight.

## Recepción
Pony Island ha sido generalmente bien recibido por los críticos, elogiándolo por ser una metaficción sobre la naturaleza de los videojuegos. El juego tiene una puntuación total de 86/100 en Metacritic según 29 críticas. IGN le otorgó una puntuación de 9,0 sobre 10, diciendo que «Pony Island es un experimento punk rock de la narración y el diseño de juegos que se deleita jugando con el jugador.» Lizzy Finnegan de The Escapist comparó la experiencia de jugar a Pony Island con lo que podría haber sido jugar a Polybius, una leyenda urbana de un máquina de arcade utilizada para experimentos de control mental, y es «el horror psicológico hecho de una manera increíblemente correcta.»
Tras el éxito de Pony Island, Mullins anunció su próximo juego, The Hex, cuyo lanzamiento fue planificado para principios de 2017, pero fue finalmente publicado el 16 de octubre de 2018. The Hex, como Pony Island, es un juego metaficticio donde el jugador toma el papel de un posadero para resolver un misterio de asesinato donde los sospechosos son personajes que representan géneros específicos de videojuegos.